# Момпах
Момпах (люкс. Mompich, фр. Mompach) — коммуна в Люксембурге, располагается в округе Гревенмахер. Коммуна Момпах является частью кантона Эхтернах. В коммуне находится одноимённый населённый пункт.
Население составляет 1008 человек (на 2008 год), в коммуне располагаются 372 домашних хозяйств. Занимает площадь 27,58 км² (по занимаемой площади 25 место из 116 коммун). Наивысшая точка коммуны над уровнем моря составляет 399 м. (59 место из 116 коммун), наименьшая 141 м. (5 место из 116 коммун).

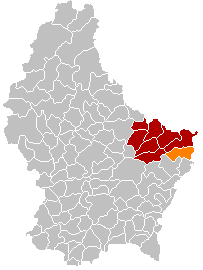
Оранжевый цвет - коммуна Момпах, красный - кантон Эхтернах.